# Adelfo Magallanes Campos
Adelfo Magallanes Campos (San Vicente de Cañete, 29 d'agost de 1910 - Lima, 16 de gener de 1988) és un futbolista peruà de les dècades de 1930 i 1940.
Pel que fa a clubs, defensà els colors d'Alianza Lima. Amb la selecció peruana participà en els Jocs Olímpics d'Estiu de 1936 a Berlín. També participà en els campionats sud-americans de 1937, 1939, 1941 i 1942. En total jugà 22 partits i marcà 4 gols amb la selecció.
Un cop retirat fou entrenador a Alianza Lima (1946-52 i 1954-56), i a diversos clubs colombians.